# Zhulian
Zhulian (kinesiska: 祝联乡, 祝联) är en socken i Kina. Den ligger i provinsen Sichuan, i den sydvästra delen av landet, omkring 350 kilometer sydväst om provinshuvudstaden Chengdu. Antalet invånare är 2 775. Befolkningen består av 1 278 kvinnor och 1 497 män. Barn under 15 år utgör 37 %, vuxna 15-64 år 57 %, och äldre över 65 år 5,0 %.
Genomsnittlig årsnederbörd är 1 233 millimeter. Den regnigaste månaden är juli, med i genomsnitt 279 mm nederbörd, och den torraste är januari, med 6 mm nederbörd.